# Druga Międzynarodówka

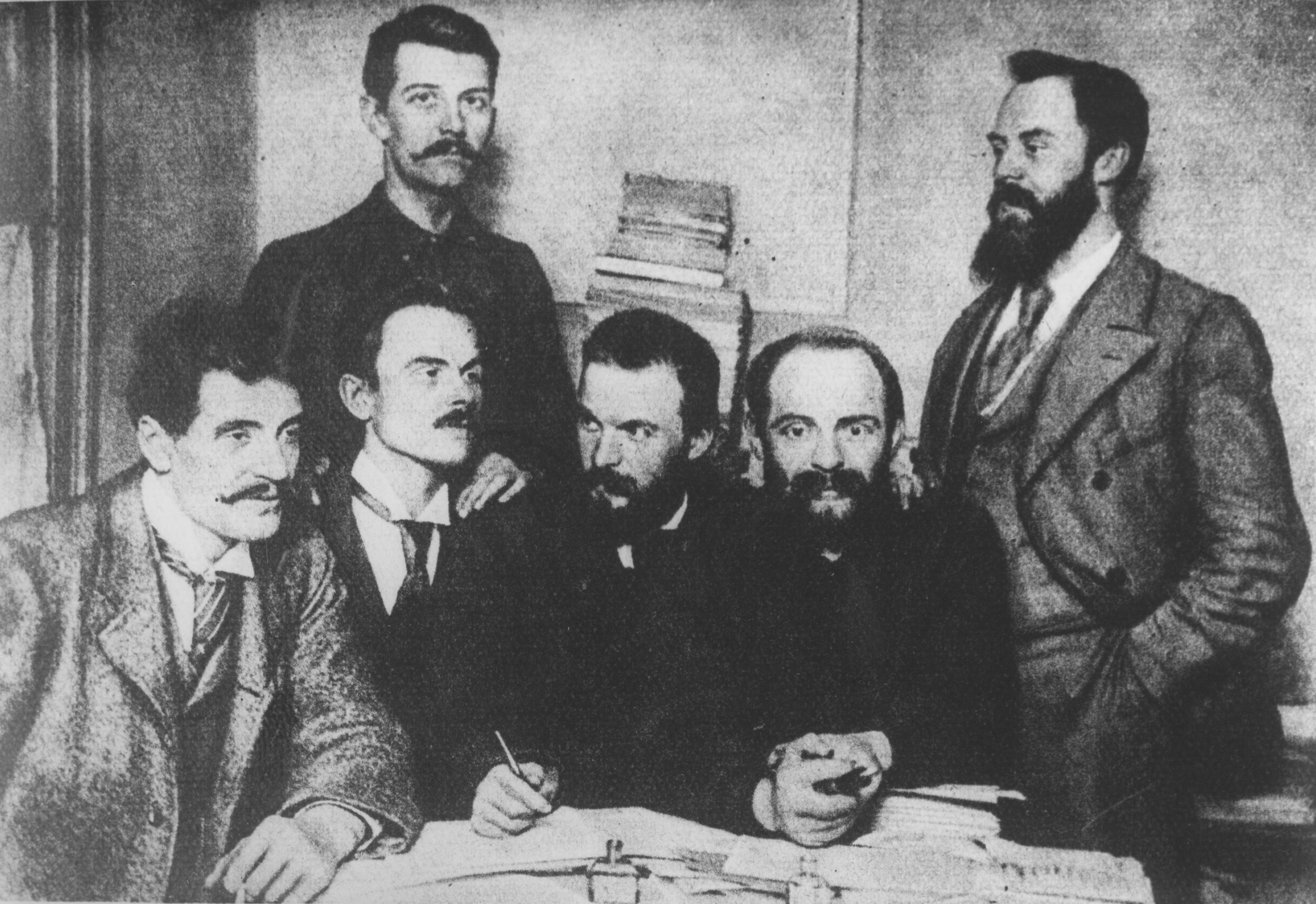
Delegaci PPS na kongres II Międzynarodówki. Londyn 1896. Siedzą od lewej: Ignacy Mościcki, Bolesław Jędrzejowski, Józef Piłsudski, Aleksander Dębski. Stoją: Bolesław Miklaszewski, Witold Jodko-Narkiewicz

Druga Międzynarodówka była międzynarodowym stowarzyszeniem partii i organizacji socjalistycznych. Organizacja powstała 14 lipca 1889 roku w Paryżu. Została założona przez partie socjaldemokratyczne z Wielkiej Brytanii, Francji, Niemiec i Belgii. Kontynuowała pracę rozwiązanej Pierwszej Międzynarodówki, z której wykluczono zwolenników silnego ruchu anarchosyndykalistycznego.
Podobnie jak I Międzynarodówka stawiała sobie za cel walkę o prawa robotnicze i dążenie do przekształcenia stosunków społecznych zgodnie z założeniami socjalizmu.
Zakres zmian, postulowanych przez partie socjalistyczne i socjaldemokratyczne był obszarem dyskusji i ścierania się poglądów w ramach 3 głównych nurtów ideologicznych II Międzynarodówki: marksistowskiego (późniejsi komuniści, syndykaliści, radykalna lewica antybolszewicka), centrowego (demokratyczny socjalizm) i reformistycznego (zwolennicy Eduarda Bernsteina).
Do wybuchu I wojny światowej odbyło się 9 zjazdów II Międzynarodówki. Po 1914 roku w wyniku toczonych walk działalność II Międzynarodówki ustała. Stało się tak, ponieważ w czasie
konferencji w Zimmerwaldzie w 1915 roku, w której uczestniczyli antywojenni socjaliści, poszczególnym partiom nie udało się stworzyć zunifikowanego frontu przeciwko wojnie. Zamiast tego skupiały się one na popieraniu polityki poszczególnych państw. Zabójstwo francuskiego socjalistycznego lidera Jeana Jaurèsa, w kilka dni przed rozpoczęciem wojny, stało się symbolem niepowodzenia antymilitarystycznej doktryny Drugiej Międzynarodówki.
Po zakończeniu I wojny światowej międzynarodowy ruch socjalistyczny podzielił się na dwa nurty:
- związany z partią bolszewicką, z inicjatywy której utworzono tzw. III Międzynarodówkę (z której później wyłoniła się trockistowska IV Międzynarodówka)
- niezależny, międzynarodowy ruch socjalistyczny, w ramach którego działała Międzynarodówka Socjalistyczna.

## Kongresy Drugiej Międzynarodówki
1. 1889 – Paryż
2. 1891 – Bruksela
3. 1893 – Zurych
4. 1896 – Londyn
5. 1900 – Paryż
6. 1904 – Amsterdam
7. 1907 – Stuttgart
8. 1910 – Kopenhaga
9. 1912 – Bazylea (Kongres nadzwyczajny)

## Prominentni członkowie Drugiej Międzynarodówki
Niemcy:
- August Bebel
- Karl Kautsky
- Hugo Haase
- Róża Luksemburg
- Clara Zetkin
- Wilhelm Liebknecht
- Karl Liebknecht

Francja:
- Jean Jaurès
- Jules Guesde
- Édouard Vaillant
- Gustave Hervé

Rosja:
- Włodzimierz Lenin
- Gieorgij Plechanow
- Julij Martow
- Paweł Akselrod
- Lew Trocki

Austria:
- Victor Adler
- Karl Renner

Holandia:
- Pieter Jelles Troelstra

Belgia
- Camille Huysmans
- Emile Vandervelde